# Podnoszenie ciężarów na Letnich Igrzyskach Olimpijskich 1980 – waga lekkociężka mężczyzn
Rywalizacja w wadze do 82,5 kg mężczyzn w podnoszeniu ciężarów na Letnich Igrzyskach Olimpijskich 1980 odbyła się 26 lipca 1980 roku w hali Pałac Sportu Izmajłowo. W rywalizacji wystartowało 19 zawodników z 17 krajów. Tytułu sprzed czterech lat nie obronił Waleryj Szaryj z ZSRR, który tym razem nie startował. Nowym mistrzem olimpijskim został jego rodak - Jurik Wartanian, srebrny medal wywalczył Błagoj Błagoew z Bułgarii, a trzecie miejsce zajął Dušan Poliačik z Czechosłowacji.

## Wyniki
| Pozycja | Zawodnik                | Reprezentacja   | Waga  | Rwanie | Rwanie | Rwanie | Podrzut | Podrzut | Podrzut | Wynik |
| Pozycja | Zawodnik                | Reprezentacja   | Waga  | 1      | 2      | 3      | 1       | 2       | 3       | Wynik |
| ------- | ----------------------- | --------------- | ----- | ------ | ------ | ------ | ------- | ------- | ------- | ----- |
| 1. !    | Jurik Wartanian         | ZSRR            | 81,70 | 165,0  | 172,5  | 177,5  | 205,0   | 215,5   | 225,5   | 400,0 |
| 2. !    | Błagoj Błagoew          | Bułgaria        | 81,60 | 165,0  | 170,0  | 175,0  | 192,5   | 197,5   | -       | 372,5 |
| 3. !    | Dušan Poliačik          | Czechosłowacja  | 82,00 | 155,0  | 160,0  | 160,0  | 200,0   | 205,0   | 207,5   | 367,5 |
| 4       | Jan Lisowski            | Polska          | 81,85 | 150,0  | 155,0  | 155,0  | 197,5   | 205,0   | 210,0   | 355,0 |
| 5       | Krasimir Drandarow      | Bułgaria        | 81,95 | 150,0  | 155,0  | 155,0  | 200,0   | 205,0   | 212,5   | 355,0 |
| 6       | Paweł Rabczewski        | Polska          | 82,30 | 155,0  | 160    | 160,0  | 195,0   | 195,0   | 202,5   | 350,0 |
| 7       | Detlef Blasche          | NRD             | 80,95 | 152,5  | 152,5  | 157,5  | 192,5   | 197,5   | 197,5   | 345,0 |
| 8       | Juhani Avellan          | Finlandia       | 82,35 | 150,0  | 155,0  | -      | 182,5   | 182,5   | 190,0   | 332,5 |
| 9       | Vladimir Zrnić          | Jugosławia      | 82,30 | 137,5  | 142,5  | 142,5  | 180,0   | 187,5   | 187,5   | 330,0 |
| 10      | Stefan Jonsson          | Szwecja         | 82,35 | 137,5  | 142,5  | 142,5  | 180,0   | 185,0   | 187,5   | 327,5 |
| 11      | Talal Hasun Abdul Kader | Irak            | 81,55 | 137,5  | 142,5  | 145,0  | 177,5   | 182,5   | 182,5   | 322,5 |
| 12      | Erling Johansen         | Dania           | 81,40 | 142,5  | 147,5  | 150,0  | 170,0   | 175,0   | 175,0   | 317,5 |
| 13      | Stephen Pinsent         | Wielka Brytania | 79,50 | 135,0  | 135,0  | 140,0  | 170,0   | 175,0   | 175,0   | 305,0 |
| 14      | Salem Ajjoub            | Syria           | 82,50 | 127,5  | 132,5  | 132,5  | 170,0   | 175,0   | 177,5   | 302,5 |
| -       | Petre Dumitru           | Rumunia         | 81,90 | 155,0  | 160,0  | 160,0  | 190,0   | 190,0   | 190,0   | DNF   |
| -       | Robert Kabbas           | Australia       | 81,60 | 142,5  | 147,5  | 147,5  | 182,5   | 182,5   | 182,5   | DNF   |
| -       | Þorsteinn Leifsson      | Islandia        | 82,40 | 125,0  | 130,0  | 130,0  | 160,0   | 160,0   | 160,0   | DNF   |
| -       | Bertalan Mandzák        | Węgry           | 81,80 | 155,0  | 155,0  | 155,0  | -       | -       | -       | DNF   |
| -       | Serge Van Cottom        | Belgia          | 81,55 | 132,5  | 132,5  | 132,5  | -       | -       | -       | DNF   |